# أنيسون صغير
أنيسون صغير أو يانسون تيسي أو كيس الراعي أو جِراب الراعي (الاسم العلمي Pimpinella saxifraga)،الأنيسون جنس نباتات حولية، مُحولة أو معمرة من فصيلة الخيمية.
أزهارها بيضاء. أوراقها قليلة التقطيع. ثمرتها مضغوطة جانبيًا، غلافها خماسي الأضلاع غير الواضحة. جذوره تتميز برائحة التيس، ذكرت في دستور أدوية 1818 وأُعيد تسجيلها في فرماكوبيا العام 1975.

## المركبات
زيت دهني أصفر اللون، قليل الكمية، يشع الرائحة. الرَّيزوم يحتوي على Pimpinelline وهو جوهر مُر تركيبه C13H10O5. هي خصائص الأنيسون الكبير ذاتها.